# St. Karl Borromäus (Nürnberg)

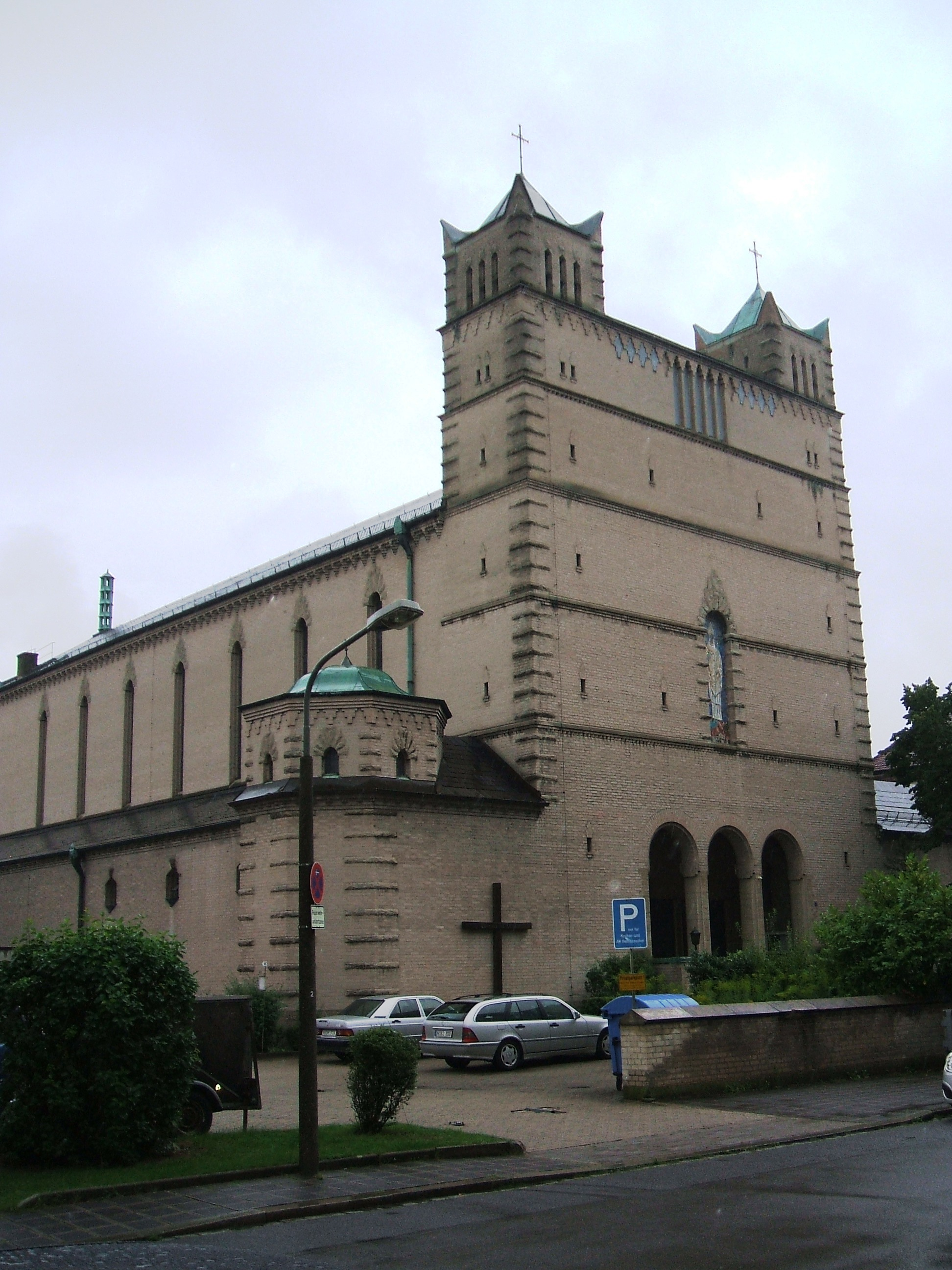
Außenansicht der Pfarrkirche St. Karl Borromäus von Nordwesten

Die römisch-katholische Pfarrkirche St. Karl Borromäus (kurz als St. Karl bezeichnet) in Nürnberg-Mögeldorf wurde in den Jahren 1926/27 im expressionistischen Stil nach den Plänen von Fritz Fuchsenberger errichtet. Die Monumentalkirche ist ein Beispiel für den in der ersten Hälfte des 20. Jahrhunderts häufigen Typus der Vorstadtkirche in gemäßigt modernen Formen. Sie trägt das Patrozinium des heiligen Karl Borromäus (Gedenktag: 4. November) und ist als Baudenkmal mit der Nummer D-5-64-000-1203 beim Bayerischen Landesamt für Denkmalpflege eingetragen.

## Geschichte
Mit dem Zuzug katholischer Industriearbeiter in den Nürnberger Osten wurde kurz nach dem Ersten Weltkrieg die Gründung einer eigenständigen Pfarrei im Stadtteil Mögeldorf beschlossen. Als Pfarrer wurde 1919 der spätere Erzbischöflich Geistliche Rat Johannes Roth eingesetzt, der dieses Amt bis zu seinem Eintritt in den Ruhestand im Jahr 1948 ausübte.
Nachdem bereits seit 1905 eine Notkirche am Thumenberger Weg genutzt wurde, kaufte die Gesamtkirchenverwaltung Nürnberg im Jahr 1923 ein Grundstück im Karree Lindnerstraße, Ostendstraße, Lechnerstraße und Thusneldastraße. Dort sollten die Pfarrkirche, ein Pfarrhaus und ein Schwesternhaus mit Kindergarten erbaut werden. In einem Schreiben aus dem Jahr 1926 wird eine Pfarreigröße von rund 3600 Katholiken angenommen, „der größte Teil Industriearbeiter, die, religiös erkaltet, der Kirche fern stehen“. Deshalb wurde viel Wert auf Räume für die Kinder- und Jugenderziehung gelegt.
Zunächst wurde im Jahr 1925 das Pfarrhaus an der Südwestecke des Grundstücks errichtet. Pfarrer Johannes Roth wollte anfangs den berühmten Wiener Architekten Clemens Holzmeister mit der Planung der Pfarrkirche betrauen. Allerdings fiel die Wahl letztendlich auf den bayerischen Architekten Fritz Fuchsenberger, der – entgegen der Ausschreibung, die eine Barockkirche vorsah – einen Bau in frühchristlichen Formen vorschlug. Ausschlaggebend für diese Entscheidung war wohl, dass Fuchsenberger bereit war, die Pläne kostenlos zu erstellen. Dies führte zu Beschwerden wegen standeswidrigen Verhaltens beim Baukunstrat der Stadt Nürnberg und beim Bund Deutscher Architekten. Zugunsten der Planungen Fuchsenbergers wurde außerdem von der anfänglichen Idee eines Architektenwettbewerbs Abstand genommen. Am 1. Juni 1926 genehmigte der Nürnberger Stadtrat die Baupläne. Fuchsenbergers Umgang mit den finanziellen Mitteln blieb während des gesamten Bauvorgangs undurchsichtig.
Am 8. August 1926, als die Grundsteinlegung durch den Bamberger Weihbischof Adam Senger erfolgte, standen bereits einige Betonpfeiler. Der Bau schritt schnell voran, da als Baumaterial Kalksandstein, damals als Kunstbackstein, aus den nahegelegenen Zapf-Werken in Behringersdorf verwendet wurde – zur damaligen Zeit ein absolutes Novum. Die Steine wurden direkt vom Lastwagen aus vermauert, was sich als zeitsparend und kostengünstig erwies. So konnte die Kirche bereits am 15. Mai 1927 benediziert werden. Die Wahl des Baumaterial – Betonpfeiler und Kalksandsteinmauerwerk – wurde zur Erbauungszeit vielfach als „nicht sakralwürdig“ bezeichnet, erwies sich jedoch langfristig als gute Wahl, da sehr widerstandsfähig gegen Umwelteinflüsse.
Neben dem Bau in den Jahren 1926/27 zeichnete Fuchsenberger auch für die Entwürfe des Hochaltares und aller damit in Verbindung stehenden Metallarbeiten, insbesondere für das Retabel, verantwortlich. Diese wurden 1927/28 von dem Münchner Silberschmied Alois Wöhrle ausgeführt. Überdies wurden auch das Gestühl, die Beichtstühle, der Windfang, die Wandleuchter und die Pflasterung des Fußbodens nach Fuchsenbergers Zeichnungen ausgeführt.
Die Ausstattung des Altarraums finanzierte der Nürnberger Industrielle Robert Pfaller durch eine großzügige Spende; ebenso die Farbfenster in Chorraum und Unterkirche, die nach den Entwürfen des Malers Paul Thalheimer angefertigt wurden. Dieser schuf auch die zahlreichen Wandmalereien. Aus finanziellen Gründen blieben die Seitenaltäre zunächst ohne Schmuck, bevor 1939/40 aus der Abtei St. Walburg in Eichstätt hierfür Bildteppiche erworben wurden. Diese waren zum Teil neu, zum Teil kamen sie als Zweitverwendung nach St. Karl Borromäus. Damit war die Ausstattung der Pfarrkirche im Wesentlichen komplett.
Im Zweiten Weltkrieg nahm das Gotteshaus keine größeren Schäden. Lediglich die Glasfenster im Chor wurden zerstört und der Wandbehang hinter dem Altar verbrannte. Die Glasfenster wurden 1968/69 durch zeittypische Arbeiten des Kunstmalers Alfons Abel ersetzt, auf denen abstrakte Engelsgestalten abgebildet sind. Außerdem wurde 1978/79 in einer Nische an der Westwand ein Mosaik des Kirchenpatrons Karl Borromäus ergänzt. Der Entwurf stammt von dem Kunstmaler Anton Greiner aus Stegaurach. Die im Jahr 1964 von G. F. Steinmeyer & Co. erbaute Orgel wurde 1983 von dem Nürnberger Orgelbaumeister Volkmar Krätzer auf insgesamt 42 Register, verteilt auf drei Manuale und Pedal, erweitert. In der Unterkirche wurde in den Jahren 1988/89 durch den Nürnberger Architekten Paul Eck ein Raum für Werktagsgottesdienste und Andachten eingerichtet.

## Architektur

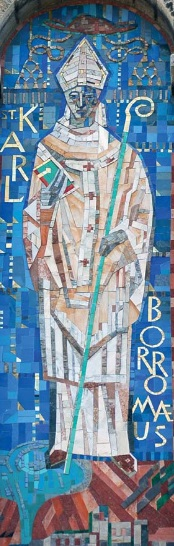
Mosaik des Kirchenpatrons Karl Borromäus in einer Nische an der Westfassade

### Würdigung
Die Pfarrkirche St. Karl Borromäus repräsentiert den in der ersten Hälfte des 20. Jahrhunderts häufigen Typus der Vorstadtkirche in gemäßigt modernen Formen. Dennoch zählt St. Karl Borromäus unter diesen zu den wenigen Bauten, die sowohl den Krieg weitgehend überstanden haben als auch von Modernisierungsbestrebungen in der zweiten Hälfte des 20. Jahrhunderts verschont geblieben sind. Daher präsentiert sich das Gotteshaus heute in Architektur und Ausstattung als einheitliches Beispiel des spätexpressionistischen Kirchenbaus. Im Bau wie in den Wandmalereien Paul Thalheimers findet man an zahlreichen Stelle das zentrale Motiv der spitzen und scharfkantigen Formen wieder. St. Karl Borromäus weist in Bau und Ausstattung eine starke Ähnlichkeit zu der wenig später errichteten Pfarrkirche St. Bonifaz in Erlangen auf.

### Außenbau
Das basilikale Langhaus wird zur Lindnerstraße hin von einer westwerkartigen Fassade abgeschlossen. Der Portalbereich ist durch drei Rundbogenarkade ausgezeichnet, die auf kreuzförmigen Pfeilern ruhen. Diese führen in die Vorhalle und von dort über drei schwere Bronzetüren mit Löwenkopf-Türgriffen und Ziernägeln weiter in den Innenraum.
Oberhalb des Portalbereichs ziehen sich vier ausschließlich horizontal verlaufende Gesimse in gleichmäßigem Abstand entlang der Fassade, die durch Eckquader aus Haustein gebildete Lisenen besitzt. In der mittig angeordneten, rundbogigen Mauernische wurde 1978/79 ein Mosaik des Kirchenpatrons Karl Borromäus eingefügt. Diese wird von Hausteinen eingerahmt, die sich nach oben hin verdichten und eine Spitze bilden. Im obersten Geschoss des Westwerks finden sich erneut Arkaden; diesmal sind es fünf deutlich schmälere. Außerdem zieht sich hier eine Art Dreiecksfries quer über die gesamte Fassade, die von zwei Turmstümpfen mit charakteristischen Eckspornen flankiert wird. Auf der Nordseite des Westwerks ist die oktogonale Taufkapelle angebaut, die von Eckquadern aus Haustein und einer gedrückten Kuppel akzentuiert wird. Auf der Südseite befindet sich ein Übergang zum Pfarrhaus.
Das´siebenjochige Langhaus ist dreischiffig ausgeführt. Entlang der Seiten ziehen sich zwei niedrige, schmale Seitenschiffe, die mit einem Pultdach gedeckt sind und kleine Fensteröffnungen in großer Höhe besitzen. Deutlich breiter und höher ist das Mittelschiff. Es besitzt ein Satteldach, welches auch den Chor einbezieht und wird durch hohe, schmale Fensteröffnungen in Form eines Obergadens beleuchtet. Die schlichte Fassadengestaltung der Längsseiten wird lediglich durch die Fensterrahmungen aus kräftigen Keilsteinen sowie durch die übereck gestellten Konsolen des Traufgesimses aufgelockert.
Den östlichen Abschluss bildet die halbrund geschlossene Apsis. Auch um die Apsis ziehen sich das Traufgesims mit den dreieckigen Konsolen und die durch Keilsteine betonte Fensterreihe. Auf dem Dach befindet sich außerdem ein kleiner kupferner Glockenträger. Unter dem durch mehrere Stufen erhöhten Altarraum befand sich früher die halbrunde Krypta, die 1988 zur sogenannten Unterkirche erweitert wurde. Diese ist nahezu kreisrund und besitzt daher etwa die doppelte Größe im Vergleich zur früheren Krypta. Die Apsis wird auf der Nord- und Südseite von zwei zweistöckigen Anbauten flankiert, der Sakristei und der ehemaligen Mesnerwohnung, die heute als Ort für Versammlungen genutzt wird. Beide besitzen Satteldächer und schlichte Stufengiebel, die mit Vasen besetzt sind.

### Innenraum
Die drei Kirchenschiffe besitzen alle flache Holzdecken, die maßgeblich zur Raumwirkung beitragen. Die mächtigen, durch Oberzüge zusätzlich gehaltenen Balken des Mittelschiffs ruhen auf gemauerten Konsolen. Darüber ist in Längsrichtung eine Verbretterung spitzbogig zwischen die Balken eingespannt. Die Decken in den Seitenschiffen bestehen aus roh belassenen Brettern, die auf den jeweils zu Dreiergruppen zusammengefassten Balken aufliegen. Lediglich das Joch vor dem nördlichen Seitenaltar wird von einem spitzbogigen Tonnengewölbe überspannt. Auch die Apsis ist gewölbt.
Die Arkadenbögen, die als Scheidbögen zwischen Mittelschiff und Seitenschiffen fungieren, sind durch doppelte Steinlagen betont und mit dem Beton der Pfeiler verzahnt. Die in der Achse der Bögen stehenden Fenster des Obergadens sind schwach spitzbogig ausgebildet, ihre spezielle Form erhalten sie jedoch durch die getreppte Leibung und die deutlich überhöhten, gezackten Spitzbögen. Die Fensteröffnungen in den Seitenschiffen dagegen sind klein und haben die Form eines gestreckten Sechsecks. An den runden Chorbogen ist nördlich die Kanzel und südlich ein Podest gemauert, das eine moderne, holzgeschnitzte Marienfigur trägt. Der Schalldeckel der Kanzel ist – ebenso wie der obere Abschluss der Brüstung – aus Naturstein und trägt die Inschrift SELIG SIND DIE GOTTES WORT HÖREN UND BEFOLGEN.
In das Westjoch des Hauptschiffs ist eine geräumige Orgelempore eingezogen, die von fünf Pfeilern aus gestocktem Beton getragen wird. Diese bilden wiederum Arkadenbögen. Die Pfeilerkanten setzen sich nach oben hin als Grate fort, die die Öffnungen mit spitzen Bögen überwölben, so dass die Front in einem ausdrucksstarken Motiv mit stumpfen Winkeln gleichsam gefaltet wird.
Unterhalb des Altarraumes befindet sich die Unterkirche, die 1988 nach den Plänen des Nürnberger Architekten Paul Eck gestaltet wurde. Gegenüber der ehemaligen Krypta ergab sich etwa die Verdopplung der Grundfläche und eine behutsame Modernisierung des Raumes, der nach wie vor gut in die Gesamtgestaltung von St. Karl Borromäus einfügt. So wurde beispielsweise der schwierigen Raumkonstellation mit der neu eingezogenen, gefalteten Decke begegnet, die gleichzeitig die Formensprache des Kirchenbaus aufnimmt. In die neuen Wände wurden zwei spitzbogige Nischen mit gestaffelten Leibungen eingelassen, in denen sich gefaltete Emailletafeln befinden. In der einen Nische ist ein modernes Evangeliar aufgestellt, in der anderen wird in einem Schrein eine Reliquie des Kirchenpatrons Karl Borromäus aufbewahrt. Die vier Glasfenster auf der Ostseite stammen im Gegensatz zu den Chorfenstern noch aus der Entstehungszeit der Kirche. Die Motive – Bienen, Trauben, Ähren und Lilien – stammen aus Entwürfen von Paul Thalheimer. Die Unterkirche besitzt eine moderne Ausstattung mit einem Altar und Gestühl aus Holz. Der alte Kryptaaltar wurde auf Betonsockeln im Vorraum der Unterkirche platziert.

## Ausstattung

### Hochaltar
Der von Fritz Fuchsenberger entworfene Hochaltar besteht aus einem konischen Unterbau mit aufgelegten Metallkreuzen und einer kräftigen Abschlussplatte aus Naturstein. Darauf erhebt sich mittig der doppelgeschossige Tabernakel mit reich verzierten Türen, die ein Rautenmuster mit farbigen Steinen enthalten. Die Kanten sind mit ornamentierten, sich durch einen stärkeren Gelbton zusätzlich absetzenden Bändern eingefasst. In die Tür des unteren Tabernakels sind zwei Emailleplatten mit Darstellungen des letzten Abendmahls und des Jüngsten Gerichts eingelassen, die von Paul Thalheimer entworfen wurden. Die Tür des oberen Tabernakels zieren seitlich Reihen mit Engelsdarstellungen; in der Mitte befinden sich die Evangelistensymbole und vier Szenen, die sich auf die Eucharistie beziehen: die Opferung Isaaks, die Mannalese, die Kreuzigung Christi und die wundersame Brotvermehrung. Vor der Tür steht ein Metallkruzifix mit einem silberfarbenen Gekreuzigten. Den oberen Tabernakel krönt auf einem gezackten Sockel eine Metallfigur des triumphierenden Christus im Strahlenkranz, die von dem Bildhauer Hans Miller geschaffen wurde.
Das Retabel besitzt eine gefaltete Rückwand, die oben in einer Zackenlinie endet. Dabei ist hochglanzpoliertes Messingblech auf einen Holzkern appliziert. Die das Retabel flankierenden, seitlichen Streifen enthalten weitere Emaillebilder von Paul Thalheimer, die alle einen Bezug zum Kirchenpatron Karl Borromäus aufweisen: Rechts segnet er die Armen; er heilt die Kranken; ihm erscheint die Gottesmutter. Auf der linken Seite beschenkt er die Armen; die erste heilige Kommunion des heiligen Aloisius von Gonzaga; der die Kommunion überreichende Karl Borromäus. Die Farbauswahl der Emaillebänder am Tabernakel und an den Rändern des Retabels beschränkt sich auf Rot, Grün, Blau, Gelb und Weiß.

### Ausmalung

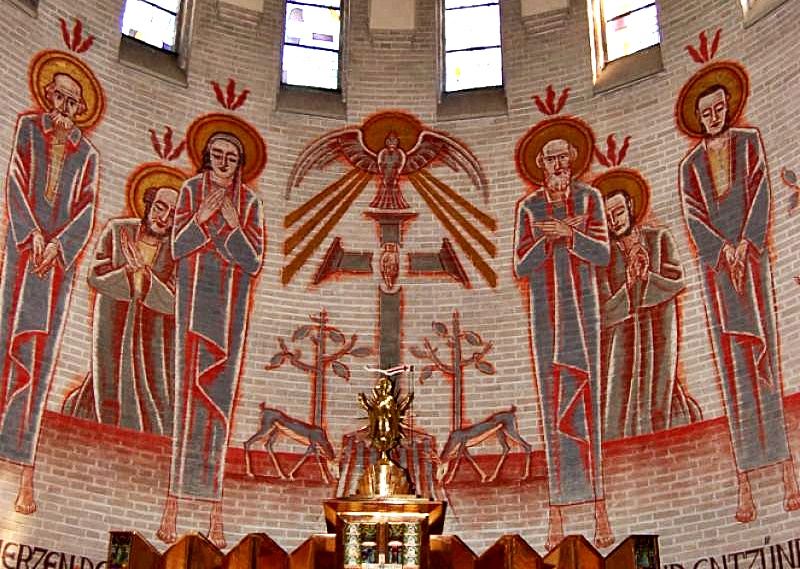
Apsisbild, Paul Thalheimer, 1927

Die Ausmalung des Innenraumes wurde nach den Entwürfen von Paul Thalheimer vorgenommen, der wahrscheinlich vom Architekten Fuchsenberger vorgeschlagen worden war. Thalheimer entwickelte in Abstimmung mit Pfarrer Roth das Konzept: die überwiegend hochformatigen Wandbilder wurden mit Kaseinfarben direkt auf die Kalksandsteinwand aufgetragen. Da die Farben, die sich auf die Töne Rot, Grün, Weiß und Gelb beschränken, nur sehr dünn aufgetragen wurden, verleiht die Steinstruktur den Darstellungen einen besonderen Charakter. Lediglich die Heiligenscheine der Pfingstdarstellung sind pastos golden aufgetragen. Neben der geringen Auswahl an Farbtönen beschränkte sich Thalheimer auch bei der Formensprache: durch Gliederung in scharf abgegrenzte Formen versuchte er beim Betrachter Spannung aufzubauen. So bildete er beispielsweise menschliche Gestalten meist stilisiert mit kräftigen Gliedmaßen und expressiven Bewegungen ab.
In der Apsis ist die Herabkunft des Heiligen Geistes dargestellt – die sogenannte Pfingstdarstellung. Der Ansatz des Gewölbes ist mit einem Zackenmuster verziert. Davon durch das Fensterband getrennt befindet sich in der Mitte ein Kreuz, an dessen Spitze die Taube als Symbol des Heiligen Geistes in der Glorie dargestellt ist. Seitlich befinden sich die heilige Maria und die Apostel mit Heiligenschein und Feuerzungen über den Köpfen. Darunter ist – teilweise verdeckt durch den Hochaltar – der Satz KOMM HEILIGER GEIST UND ERFÜLLE DIE HERZEN DEINER GLÄUBIGEN UND ENTZÜNDE IN IHNEN DAS FEUER DEINER LIEBE zu lesen.
An der Ostwand des Altarraums ist über dem Bogen zur Apsis der segnende Christus, begleitet von den Evangelistensymbolen, dargestellt. Links davon ist Maria mit dem Leichnam ihres Sohnes und der Inschrift HL. MUTTER, DRÜCKE DEINES SOHNES WUNDEN TIEF IN MEINE SEELE EIN zu sehen, rechts Maria mit dem Jesuskind und dem Satz MARIA MIT DEM KINDE LIEB UNS ALLEN DEINEN SEGEN GIB. Darunter befinden sich auf der linken Seite eine Darstellung der Geißelung Christi und die Inschrift DREIUNDDREIßIG JAHRE LEBEN WOLLTE ER IM FLEISCH UND DANN BOT ER SICH OHNE WIDERSTAND FÜR UNS ZUM STERBEN AN, auf der rechten Seite eine Darstellung Christi mit zwei Aposteln und der Satz NICHT IHR HABT MICH ERWÄHLT, SONDERN ICH HABE EUCH ERWÄHLT, UND SIE VERLIEßEN ALLES, WAS SIE HATTEN, UND FOLGTEN IHM NACH.
An der Ostwand des Langhauses finden sich weitere Malereien. Am Scheitel des runden Chorbogens ist eine Darstellung von Gott Vater zu sehen, flankiert von zahlreichen Engels- und Heiligenfiguren. Entlang des Chorbogens zieht sich der Schriftzug DICH SOLLEN LOBEN DEINE WERKE HERR // DICH SOLLEN PREISEN DEINE HEILIGEN. An den übrigen Langhauswänden und der Westwand des Altarraums ist der Kreuzweg dargestellt. Durch den Umstand, dass jedes dieser Bilder drei Personen und den zugehörigen Stationsnamen (z. B. JESUS WIRD ZUM TOD VERURTEILT) umfasst, ergibt sich ein gewisses Gleichmaß.

### Bildteppiche
Ein besonderes Charakteristikum von St. Karl Borromäus sind die Bildteppiche, die von Schwester Deocara (bürgerlich Maria Diepold, 1892–1968) in der Benediktinerinnenabtei St. Walburg in Eichstätt geschaffen wurden. Diese wurden um 1930 angefertigt, waren aber ursprünglich nicht für St. Karl Borromäus bestimmt. Ein Teil der Teppiche wurde im Jahr 1931 in der Christkönigskirche in München ausgestellt. 1933 wurden diese zur Feier des heiligen Rochus nach Trier ausgeliehen, 1934 schmückten sie anlässlich des 50-jährigen Priesterjubiläums von Erzbischof Jakob von Hauck den Domplatz in Bamberg. Ein Teil der Teppiche gelangte nach Boulder, Colorado, der andere befindet sich seit 1939/40 in der Mögeldorfer Kirche. Dieser Teil der Teppiche wurden um weitere Werke ergänzt, die speziell für die Seitenaltäre und die Abgänge zur Krypta in St. Karl Borromäus geschaffen wurden. Diese sind somit um einige Jahre jünger als die Teppiche in den Seitenschiffen.
Im nördlichen Seitenschiff ist auf einem Teppich das Gleichnis vom verlorenen Sohn dargestellt. Die Geschichte gliedert sich von West nach Ost in folgende acht Episoden: Weggang des Sohnes; der Sohn in der Fremde; der verarmte Sohn verdingt sich an einen Bauern; er hütet die Schweine; er kehrt zum Vater zurück; Der Vater bereitet ein Fest zur Feier der Rückkehr vor; das Fest mit tanzenden Kindern; der Vater holt auch den anderen Bruder zum Fest. Auf einem weiteren Teppich werden auf neun Bildern Szenen aus dem Leben Jesu gezeigt: die Taufe Jesu im Jordan durch Johannes; die Hochzeit zu Kana; die Berufung des Matthäus; der wunderbare Fischfang; Christus und die Samariterin am Brunnen; der Sturm auf dem See Genezareth; der Zöllner Zachäus; die Auferweckung des toten Mädchens; Maria Magdalena wäscht Christus die Füße. Am rechten Teppichrand ist das Zeichen des Klosters Walburg und das Datum MDCCCCXXXIII (1933) zu sehen.
Im südlichen Seitenschiff befinden sich zwei Teppiche, die zusammengenäht und durch das Einfügen zweier Engel mit Weihrauchfässern auf die nötige Länge gebracht wurden. Die Folge der Bilder von der Passion Christi ist von Ost nach West zu lesen. Ganz links befindet sich auf dem Teppich der Text: „Sie packten Jesus und führten ihn zu Kaiphas. Bist Du der Sohn Gottes? Du sagst es, ich bin es. Die Soldaten flochten eine Krone und drückten sie ihm aufs Haupt und führten ihn hinweg.“ Es folgen die Bildmotive: die Gefangennahme Christi; die Befragung Petri; Christus vor Kaiphas; die Geißelung Christi; die Dornenkrönung; Christus vor Pontius Pilatus und Christus nimmt das Kreuz; Christus trägt das Kreuz und begegnet seiner Mutter Maria; Christus fällt unter dem Kreuz und begegnet Veronika. Nach dem ersten Engel mit Weihrauchfass folgt der Text: „Und danach kamen sie an den Ort, der genannt wird Kalvaria, dort kreuzigten sie ihn, und der es gesehen hat, legt Zeugnis ab, und wahr ist sein Zeugnis, und dieser weiß, dass er die Wahrheit spricht.“ Die folgenden Bildmotive sind: Christus wird seiner Kleider beraubt; Christus wird an das Kreuz genagelt; der gekreuzigte Christus mit Maria und Johannes unter dem Kreuz, Maria Magdalena, die den Kreuzesbalken umfasst sowie eine Gruppe von Schwestern des Klosters St. Walburg, die von der heiligen Walburga, der Patronin der Benediktinerinnenabtei, dem Herrn empfohlen werden (großes Bild); die Kreuzabnahme; Christus im Grab, betrauert von Engeln. Zum Schluss folgt die zweite Darstellung eines Engels mit Weihrauchfass.
Zwei der Teppiche schmücken die Seitenaltäre. Am linken Seitenaltar ist die Heilige Familie dargestellt, am rechten Seitenaltar der heilige Konrad von Parzham. Außerdem wurden zwei Bildteppiche, die früher an den Abgängen zur Krypta angeordnet waren, an den Innenwänden der Seitenschiffe aufgehängt. Auf dem Teppich im Nordschiff ist dargestellt, wie der heilige Karl Borromäus dem heiligen Aloisius die Kommunion reicht, im Südschiff die Pflege eines Pestkranken durch den Kirchenpatron, dem ein Diakon assistiert.

### Orgel
Die frühere Orgel der Pfarrkirche St. Karl Borromäus wurde im Jahr 1964 von G. F. Steinmeyer & Co. aus Oettingen erbaut. Sie besaß ursprünglich 33 Register auf drei Manualen und Pedal. 1983 wurde sie von dem Nürnberger Orgelbauer Volkmar Krätzer auf 42 Register erweitert, wodurch sie zu den größten Instrumenten in den katholischen Kirchen Nürnbergs zählte.
Sie wurde 2011/12 durch einen Neubau der Firma Orgelbau Goll aus Luzern in der Schweiz ersetzt. Dabei wurde technisch einwandfreie Teile des alten Pfeifenmaterials wiederverwendet. Auch blieb die Grundkonzeption des Prospekt aus Bergfichtenholz unangetastet. Dieser nimmt nach wie vor die charakteristischen Faltungen der Emporenbrüstung auf. Das Schleifladeninstrument mit mechanischen Spiel- und Registertrakturen umfasst insgesamt 24 Register auf zwei Manualen und Pedal. Die Erweiterbarkeit um ein drittes Manual ist gegeben. Die Disposition lautet wie folgt:
| I Hauptwerk C–g3 |            |       |
| 1.               | Bourdon    | 16′   |
| 2.               | Principal  | 8′    |
| 3.               | Rohrflöte  | 8′    |
| 4.               | Spitzgambe | 8′    |
| 5.               | Octave     | 4′    |
| 6.               | Flöte      | 4′    |
| 7.               | Octave     | 2′    |
| 8.               | Mixtur IV  | 1 ⁄3′ |
| 9.               | Trompete   | 8′    |

| II Positiv C–g3 |                    |                |
| 10.             | Gedackt            | 8′             |
| 11.             | Salicional         | 8′             |
| 12.             | Octave             | 4′             |
| 13.             | Traversflöte       | 4′             |
| 14.             | Sesquialtera II    | 2 ⁄3′ + 1 3⁄5′ |
| 15.             | Flöte              | 2′             |
| 16.             | Mixtur IV          | 1′             |
| 17.             | Spanische Trompete | 8′             |
| 18.             | Oboe               | 8′             |
|                 | Tremulant          |                |

| Pedal C–f1 |           |     |
| 19.        | Principal | 16′ |
| 20.        | Subbaß    | 16′ |
| 21.        | Octave    | 8′  |
| 22.        | Choralbaß | 4′  |
| 23.        | Posaune   | 16′ |
| 24.        | Trompete  | 8′  |

- Koppeln: II/I, I/P, II/P

Anmerkungen:
1. 1 2 3 4 5 6 7 8 9 10 11 12 13 14  Pfeifenmaterial von der alten Orgel übernommen
2. 1 2 3  Pfeifenmaterial von der alten Orgel übernommen, für den späteren Einbau vorbereitet

### Glocken
Das Geläut von St. Karl umfasst vier Glocken, die sich nicht – wie üblich – in den Türmen befinden, sondern in dem dazwischenliegenden westwerkartigen Vorbau. Alle vier Glocken wurden im Jahr 1955 von Karl Czudnochowsky in Erding gegossen. Die Glocken im Einzelnen:
| Glocke | Name                  | Gussjahr | Gießer                     | Gewicht | Durchmesser | Schlagton |
| ------ | --------------------- | -------- | -------------------------- | ------- | ----------- | --------- |
| 1      | Christusglocke        | 1955     | Karl Czudnochowsky, Erding | 922 kg  | 1240 mm     | e1        |
| 2      | Marienglocke          | 1955     | Karl Czudnochowsky, Erding | 550 kg  | 1043 mm     | g1        |
| 3      | Karl-Borromäus-Glocke | 1955     | Karl Czudnochowsky, Erding | 360 kg  | 895 mm      | a1        |
| 4      | Agnesglocke           | 1955     | Karl Czudnochowsky, Erding | 221 kg  | 760 mm      | c2        |

Beim Pfarrgottesdienst am Sonntag erklingen üblicherweise zum Zusammenläuten und zum Nachläuten die Glocken 1, 2 und 3 jeweils vier Minuten lang.